# پاتریک بونه
پاتریک بونه (فرانسوی: Patrick Bonnet‎؛ زادهٔ ۶ سپتامبر ۱۹۵۷) دوچرخه‌سوار اهل فرانسه است.
از باشگاه‌هایی که در آن رکاب زده‌است می‌توان به تیم دوچرخه‌سواری رنو اشاره کرد.